# 菊黃半海鯰
菊黃半海鯰為輻鰭魚綱鯰形目海鯰科的其中一種，分布於印度西太平洋區的新幾內亞南部及澳洲半鹹水水域、海域，本魚體延長，吻部突出，眼小，口寬，下頷齒外露，體色橙黃色，唇部、口腔及身體常具有黃色黏液，鰓孔寬，體長可達120公分，棲息在沿海、潟湖、河口區，屬肉食性。

## 擴展閱讀
維基物種上的相關：菊黃半海鯰